# Football Club Midtjylland
O FC Midtjylland ( PRONÚNCIA DE MIDTJYLLAND) é um clube de futebol da Dinamarca, da cidade de Herning. Fundado em 1999, o clube surgiu da junção do Ikast FS e do Herning Fremad. Compete a Superligaen, competição a qual venceu por quatro vezes.

## História
Johnny Rune, carpinteiro e proprietário de uma empresa privada na indústria de fornecimento de madeira, e Steen Hessel, um negociante autorizado da Mercedes-Benz foram os fundadores do FC Midtjylland. Queriam unir o clubes de futebol Ikast FS e Herning Fremad, clubes que foram sempre fortes rivais, mas que nunca tiveram um papel significativo no futebol dinamarquês. A 6 de Abril de 1999 o acordo da fusão foi finalizado e anunciado no dia seguinte em conferência de imprensa.
Em 2000, o Midtjylland foi promovido à Superligaen depois que quebrar o recorde de mais pontos conquistados na história da Primeira Divisão.
Em Julho de 2014, o proprietário do Brentford, atualmente clube da Championship, Matthew Benham, tornou-se o acionista majoritário da empresa controladora do Midtjylland, a FCM Holding.
Em 30 de setembro de 2020, o clube dinamarquês ganhou o jogo de volta dos playoffs da Uefa Champions League por 4 a 1, de virada, em cima do Slavia Praha e foi para a fase de grupos da competição pela pela primeira vez na história do clube.

## Clube
Em 2004, a equipa muda-se para um novo estádio em Herning com capacidade para cerca de 11.800 espectadores. A sua primeira partida, a 27 de Março do mesmo ano, foi um sucesso tendo a equipa da casa batido o AB por uns extraordinários 6-0, 5 dos quais marcados pelo avançado egípcio Mohamed Zidan.
Devido à construção do estádio, a Julho de 2004, o Midtjylland tornou-se no primeiro clube dinamarquês a ter a sua própria academia de futebol e desde aí construiu uma reputação de encontrar e desenvolver talentos promissores. Tem um acordo de parceria com o clube nigeriano, FC Ebedei. 
Fundado em Agosto de 1999 como fã-clube do Ikast FS, os Black Wolves é o fã-clube oficial do Midtjylland.
Os principais rivais do clube são o Viborg FF, o Silkeborg IF e o Aalborg, sendo que o derby como o Viborg FF é considerado o segundo maior da Dinamarca, depois do embate entre o FC København e o Brøndby IF.

## Honras
| NACIONAIS | NACIONAIS              | NACIONAIS | NACIONAIS                           |
|           | Competição             | Títulos   | Temporadas                          |
| --------- | ---------------------- | --------- | ----------------------------------- |
|           | Campeonato Dinamarquês | 4         | 2014–15, 2017–18, 2019–20 e 2023-24 |
|           | Copa da Dinamarca      | 2         | 2018-19 e 2021-22                   |
|           | 1. division            | 1         | 1999-00                             |

## Elenco atual
- Atualizado a 24 de janeiro de 2025.

## Personalidades Notáveis
- Johnny Rune (presidente e fundador)
- Simon Kjær (jogador, da Academia)
- Winston Reid (jogador, da Academia)
- Erik Sviatchenko (jogador, da Academia)
- Pione Sisto (jogador, da Academia)
- Andreas Poulsen (jogador, da Academia)
- |Mikkel Duelund (jogador, da Academia)
- Rasmus Nissen (jogador, da Academia)
- Sylvester Igboun (jogador, da Academia)
- Kristian Bak Nielsen (ex-jogador, da Academia)
- Frank Kristensen (ex-jogador, e tem o record de mais golos e jogos da história do clube, com 118 tentos em 307 partidas, da Academia)
- Paul Onuachu (jogador, da Academia)
- Simon Poulsen (jogador)
- Jakob Poulsen (jogador)
- Václav Kadlec (jogador)
- Alexander Sorloth (jogador)
- Rafael Van der Vaart (jogador)
- Tim Sparv (jogador)
- Glen Riddersholm (treinador)
- Jess Thorup (treinador)